# Totale Varianz
Die totale Varianz (nicht zu verwechseln mit der totalen Varianz, die sich aus der totalen Quadratsumme berechnet) ist in der multivariaten Statistik ein Maß für die Gesamtstreuung eines multivariaten (mehrdimensionalen) Datensatzes (mit {\displaystyle p} Variablen {\displaystyle X_{j}}). Ein weiteres Maß für die Gesamtstreuung eines multivariaten Datensatzes ist die verallgemeinerte Varianz.

## Definition
Die totale Varianz ist definiert als
{\displaystyle T=\sum _{j=1}^{p}{\frac {1}{n}}\sum _{i=1}^{n}(x_{ij}-{\overline {x}}_{j})^{2}={\frac {1}{n}}\sum _{i=1}^{n}\underbrace {\sum _{j=1}^{p}(x_{ij}-{\overline {x}}_{j})^{2}} _{=d^{2}(x_{i},{\overline {x}})}},
wobei {\displaystyle x_{ij}} die {\displaystyle i}-te Beobachtung in der Variable {\displaystyle X_{j}}, {\displaystyle {\overline {x}}_{j}} das arithmetische Mittel der Beobachtungen der Variablen {\displaystyle X_{j}} und {\displaystyle d^{2}(x_{i},{\overline {x}})} die quadrierte euklidische Distanz zwischen der multivariaten Beobachtung {\displaystyle x_{i}=(x_{i1},\ldots ,x_{ip})} und dem Mittelpunkt der Daten {\displaystyle {\overline {x}}=({\overline {x}}_{1},\ldots ,{\overline {x}}_{p})} darstellt.
Sie ist damit eine Erweiterung der empirischen Varianz {\displaystyle s^{2}} einer Variablen auf den multivariaten Fall:
{\displaystyle s^{2}={\frac {1}{n}}\sum _{i=1}^{n}\underbrace {(x_{i}-{\overline {x}})^{2}} _{=d^{2}(x_{i},{\overline {x}})}.}
Eine wichtige Eigenschaft der totalen Varianz ist ihre Invarianz unter einer Rotation des Datensatzes, d. h. die totale Varianz der rotierten Daten ist gleich der totalen Varianz der unrotierten Daten. Dies gilt, da die totale Varianz der mittlere Abstand der Beobachtung zum Datensatzmittelpunkt ist.

## Zusammenhang mit der Kovarianzmatrix
Die totale Varianz steht in einem engen Zusammenhang mit der Kovarianzmatrix der Daten, welche ebenfalls als eine Verallgemeinerung der univariaten Varianz betrachtet werden kann, aber von der gewählten Basis abhängt. Die totale Varianz ist dann gerade die Spur dieser Matrix, sie ist also gleichzeitig die Summe der Eigenwerte der Kovarianzmatrix.
Der Anteil der erklärten totalen Varianz wird daher in der Hauptkomponentenanalyse, der Faktoranalyse und der Clusteranalyse als ein Maß benutzt, ob die vorgenommene Datenreduktion den multivariaten Datensatz gut widerspiegelt. Bei der Verwendung dieses Maßes in der Clusteranalyse spricht man von einer „internen Validierung“, da sie ohne zusätzliche externe Information auskommt.